# Henri Adeline
Henri Adeline (nacido el 8 de mayo de 1898 en Verdún y fallecido el 30 de abril de 1971 en Châlons-sur-Marne) fue un militar francés del siglo XX que combatió en las dos Guerras Mundiales.
Después de cursar sus estudios en el colegio de Verdun y en el Instituto de Troyes, ingresa en 1916 en la Escuela Militar de Saint-Cyr. Allí permanecerá durante un año siendo destinado al frente en agosto de 1917 formando parte de un regimiento de infantería. En julio de 1918 es herido por un obus recibiendo dos citaciones por su comportamiento.
Una vez terminada la guerra es destinado en 1920 al servicio de transmisiones de las tropas francesas en Marruecos. Hasta 1922 sirve como oficial encargado de las transmisiones en varias guarniciones del país norteafricano.
Una vez en Francia cursa estudios de radio y telecomunicaciones en la Escuela Técnica de Ingenieros siendo destinado posteriormente al Regimiento de Ingenieros de Nancy donde estará seis años.De 1930 a 1932 es admitido en la Escuela de Guerra y destinado posteriormente al Estado Mayor de la 20.ª Región Militar (Nancy) en el Regimiento de Ingenieros de Angers.
El 24 de junio de 1940 en Alsacia cuando su batallón fue rodeado por los alemanes y a pesar de la rendición del jefe del batallón, Adeline junto a un pequeño grupo de oficiales huye y escapa a la zona libre recorriendo a pie 250 kilómetros en 35 días.
Cuando los alemanes ocupan la zona libre, Adeline pasa a formar parte de la Resistencia y toma parte en la liberación en agosto de 1944 de Bergerac, Burdeos y Libourne y en septiembre de Rochefort.
El 25 de marzo de 1945 fue ascendido a General de Brigada.
Estuvo casado con Juana Fallet (1896-1971) con quien tuvo cuatro hijos. El 30 de abril de 1971, tuvo un accidente de circulación, junto con su esposa, la cual murió inmediatamente, mientras que él la seguiria horas después, unos días antes de cumplir 73 años. Están enterrados en el cementerio de Sivry-sur-Meuse, su región de origen y donde poseían una casa de vacaciones.